# Miên Ân
Miên Ân (tiếng Mãn: ᠮᡳᠶᠠᠨ ᡝᠨ, Möllendorff: miyan en, chữ Hán: 綿恩 hay 緜恩; 18 tháng 9 năm 1747 – 18 tháng 7 năm 1822), Ái Tân Giác La, là Tông thất nhà Thanh trong lịch sử Trung Quốc. Ông được phân vào Chính Lam kỳ, là Tả dực cận chi Chính Lam kỳ đệ nhất tộc.

## Cuộc đời
Miên Ân sinh vào giờ Thìn, ngày 14 tháng 8 (âm lịch) năm Càn Long thứ 12 (1747), trong gia tộc Ái Tân Giác La, là cháu nội của Thanh Cao Tông Càn Long Đế, con trai thứ hai của Định An Thân vương Vĩnh Hoàng và Kế Phúc tấn Y Nhĩ Căn Giác La thị (伊尔根觉罗氏). Ông từ nhỏ thông minh kính cẩn nên được Càn Long Đế yêu thích. Căn cứ theo Quân cơ Chương kinh Triệu Dực ghi chép lại, vào một lần đến Hành cung Trương tam doanh, các Hoàng tử, Hoàng tôn thi nhau kĩ năng bắn cung. Hoàng thứ tôn Miên Ân mới vừa 8 tuổi đã dùng cung nhỏ bắn một phát trúng đích, bắn thêm một phát cũng tiếp tục trúng. Càn Long Đế cực kì vui mừng, dụ rằng nếu có thể bắn trúng thêm một tên nữa sẽ thưởng Hoàng mã quái. Quả nhiên Miên Ân liền bắn trúng thêm một lần nữa, nhưng nhất định quỳ mà không nói gì. Càn Long Đế cười lớn rồi lấy Hoàng mã quái đến. Trong lúc vội vã không chuẩn bị kịp tiểu quái liền lấy đại quái khoác lên người Miên Ân rồi ôm đi. Qua đó có thể thấy được, Miên Ân được thưởng Hoàng mã quái so với các Hoàng tôn khác như Miên Khánh, Miên Ninh sớm hơn rất nhiều. Trong các Hoàng tôn bối tự "Miên", Miên Ân cũng là người được phong Thân vương sớm nhất.
Năm Càn Long thứ 34 (1769), tháng 9, ông được phong Tả dực Tiên phong Thống lĩnh (左翼前锋统领). Tháng 11, quản lý sự vụ Hỏa khí doanh (火器营). Năm thứ 37 (1772), ông nhậm chức Tổng quản Mãn Châu Hỏa Khí doanh Đại thần. Năm thứ 40 (1775), tháng 8, quản lý sự vụ Tam kỳ Hổ Thương doanh (三旗虎枪营). Năm thứ 41 (1776), tháng 1, anh trai Miên Đức bị đoạt tước, ông từ đó thế tập tước vị của cha mình và được phong Định Quận vương (定郡王). Tháng 9, nhậm chức Đô thống Mông Cổ Tương Bạch kỳ. Tháng 10, thụ phong Thập ngũ thiện xạ Thiện kỵ xạ Đại thần (十五善射善骑射大臣). Năm thứ 42 (1777), tháng 9, thụ phong Duyệt binh Đại thần (阅兵大臣). Năm thứ 45 (1780), tháng 2, thay quyền Đô thống Hán quân Tương Hồng kỳ. 3 năm sau (1783), tháng 8, điều làm Đô thống Mãn Châu Tương Hồng kỳ. Cùng tháng, quản lý sự vụ Tam kỳ của Viên Minh Viên Bát kỳ Nội vụ phủ. Năm thứ 49 (1784), tháng 1, thay quyền Bộ quân Thống lĩnh (步军统领). Tháng 5, thay quyền Đô thống Mãn Châu Tương Hoàng Kỳ.  Sau đó, ông tiếp tục thay quyền Bộ quân Thống lĩnh bốn lần vào năm 1787, 1789, 1790, và năm 1791. Năm thứ 55 (1790), tháng 5, quản lý sự vụ Khâm Thiên giám và Tổng lý sự vụ Quốc Tử giám Toán học. Năm thứ 58 (1793), tấn phong Định Thân vương (定親王). 1 năm sau (1794), tháng 5, ông nhậm chức Tông nhân phủ Hữu tông chính (宗人府右宗正). Tháng 6 chuyển làm Tả tông chính (左宗正).
Năm Gia Khánh nguyên niên (1796), tháng 10, quản lý Thiện Phác doanh (善扑营). Tháng 11 đảm nhiệm Ngọc điệp quán Phó tổng tài (玉牒馆副总裁). Năm thứ 2 (1797), tháng 4, điều làm Đô thống Mãn Châu Tương Bạch kỳ. Năm thứ 4 (1799), tháng 1, ông được điều nhậm Đô thống Mãn Châu Chính Bạch kỳ, Bộ quân Thống lĩnh, tổng lý sự vụ Võ bị viện (武备院), thụ Nội đại thần, được hành tẩu tại Ngự tiền, quản lý sự vụ Chính Bạch kỳ Giác La học. Tháng 11, quản lý sự vụ Viên Minh Viên, thay quyền Đô thống Hán quân Tương Hoàng Kỳ, lại chuyển làm Tông nhân phủ Hữu tông chính kiêm Chính Hoàng kỳ Lĩnh thị vệ Nội đại thần. Năm thứ 5 (1800), tháng 1, thụ Chính Bạch kỳ Lĩnh thị vệ Nội đại thần. 1 năm sau (1801), tháng 1, ông trở thành Ngự tiền Đại thần. Trong sự kiện Trần Đức xông vào tấn công Tử Cấm Thành năm Gia Khánh thứ 8 (1803), ông là người có công hộ giá nên được Gia Khánh Đế trọng thưởng. Năm thứ 14 (1809), tháng 3, điều làm Tương Hoàng kỳ Lĩnh thị vệ Nội đại thần, giữ chức Tổng Am đạt (总谙达). Năm thứ 20 (1815), ông tiếp tục làm Ngự tiền Đại thần, Lĩnh thị vệ Nội đại thần. Không lâu sau, ông nhậm chức Tổng lý Hổ Thương doanh Đại thần. Năm thứ 24 (1819), tháng 10, thụ phong Duyệt binh Đại thần. Tháng 12 điều làm Đô thống Hán quân Tương Bạch kỳ. 1 năm sau (1820), tháng 9, một lần nữa trở thành Đô thống Mãn Châu Tương Bạch kỳ. Năm Đạo Quang nguyên niên (1821), nhậm chức Tông nhân phủ Tông lệnh (宗人府宗令). Năm thứ 2 (1822), ngày 1 tháng 6 (âm lịch), giờ Thìn, ông qua đời, thọ 76 tuổi, được truy thụy Định Cung Thân vương (定恭親王). Đạo Quang Đế ban cho 5 vạn lượng bạc để lo tang sự.

## Truyền thuyết về kế thừa Hoàng vị
Khiếu Đình Tạp Lục từng miêu tả hoàng tôn Miên Ân rất đươc ông nội là hoàng đế Càn Long yêu quý, đến mức từng muốn lập làm trữ quân: "Ấu pha kiện hạp, thuần hoàng đế ái chi, kỷ đoạt trữ vị". Miên Ân là "trưởng phòng trưởng tử thứ tôn", nhưng trên thực tế Càn Long Đế xem ông như trưởng tôn. Càn Long đối với Hoàng trưởng tử Vĩnh Hoàng có một phần áy náy nên đã phong tôn tử làm Thân vương. Thời điểm phong Vương, các Hoàng tử của Càn Long còn chưa được phong Thân vương toàn bộ. Miên Ân được nhận xét là võ nghệ xuất chúng, trường kỳ đảm nhậm lãnh đạo Kinh sư Cấm vệ quân, đảm nhậm trách nhiệm bảo vệ Bắc Kinh. Đương thời, sau sứ thần của Triều Tiên về nước, trong hai người là Hoàng thập ngũ tử Vĩnh Diễm và Hoàng thứ tôn Miên Ân, sứ thần cho rằng khả năng kế thừa ngôi vị của Miên Ân cao hơn hẳn. Nhất là khi Miên Ân so với Hoàng thúc Vĩnh Diễm còn lớn hơn 14 tuổi. Nhưng Càn Long từng phê bình Minh Thái Tổ Chu Nguyên Chương đem ngôi vị truyền cho tôn tử, chôn xuống tai họa ngầm cốt nhục tương tàn.

## Gia đình

### Thê thiếp
- Đích Phúc tấn: Phú Sát thị (富察氏), con gái của Phó Đô thống Phúc Kính (福敬).
- Trắc Phúc tấn: 
  - Vưu Giai thị (尤佳氏), con gái của Viên ngoại lang Trường Linh (長齡).
  - Lý thị (李氏), con gái của Phật Bảo (佛保).
  - Hoàn Nhan thị (完颜氏), con gái của Bút thiếp thức Khánh Ân (慶恩).
  - Phú Sát thị (富察氏), con gái của Tham tướng Phó Khiêm (傅谦)

### Hậu duệ

#### Con trai
1. Trưởng tử (一子; 1768 – 1770), mẹ là Trắc Phúc tấn Vưu Giai thị. Chết non.
2. Dịch Thiệu (奕紹; 1776 – 1836), mẹ là Trắc Phúc tấn Vưu Giai thị. Năm 1822 được tập tước Định Thân vương (定親王). Sau khi qua đời được truy thụy Định Đoan Thân vương (定端親王). Có hai con trai.
3. Tam tử (三子; 1780 – 1781), mẹ là Trắc Phúc tấn Vưu Giai thị. Chết non.
4. Dịch Chi (奕衼; 1796 – 1797), mẹ là Trắc Phúc tấn Phú Sát thị. Chết yểu.

#### Con gái
- Năm Càn Long thứ 46 (1781), tháng 11, con gái của Miên Ân được gia ân chỉ hôn cho Mãn Châu Ba Cha Nhĩ (满珠巴咱尔), cháu nội của Khách Lạt Thấm Quận vương Lạt Đặc Nạp Tích Đệ (喇特纳锡第), án theo lệ đích nữ của Quận vương mà được phong Huyện chúa. Mãn Châu Ba Cha Nhĩ cũng được phong "Đa La Ngạch phò", năm 1785 thành hôn. Năm Gia Khánh thứ 21 (1816), trước thọ thần 70 tuổi của Định Thân vương Miên Ân, chuẩn Khách Lạt Thấm vương Mãn Châu Ba Cha Nhĩ chi Phúc tấn Hòa Thạc Cách cách hồi kinh thăm viếng.